# فيليكس رودريغيز دي لا فيوينت
فيليكس رودريغيز دي لا فيوينت (بالإسبانية: Félix Rodríguez de la Fuente)‏ هو عالم طبيعة وطبيب ومقدم تلفزيوني وكاتب إسباني، ولد في 14 مارس 1928 في بوزا دي لا سال في إسبانيا، وتوفي في 14 مارس 1980 في شاكتوليك في الولايات المتحدة بسبب حوادث الطيران.

## وصلات خارجية
- فيليكس رودريغيز دي لا فوينتي على موقع IMDb (الإنجليزية)
- فيليكس رودريغيز دي لا فوينتي على موقع ميوزك برينز (الإنجليزية)
- فيليكس رودريغيز دي لا فوينتي على موقع ديسكوغز (الإنجليزية)
- فيليكس رودريغيز دي لا فوينتي على موقع قاعدة بيانات الفيلم (الإنجليزية)
- فيليكس رودريغيز دي لا فوينتي على موقع ليتربوكسد (الإنجليزية)